# Championnats du monde de luge 2017
Navigation
Édition précédente Édition suivante
Les Championnats du monde de luge 2017 se déroulent du 27 au 29 janvier 2017 à Innsbruck (Autriche) sous l'égide de la Fédération internationale de luge de course (FIL). Il y a sept titres à attribuer, deux pour les hommes (sprint + épreuve habituelle), deux pour les femmes (sprint + épreuve habituelle), deux pour le double hommes (sprint + épreuve habituelle) et enfin un pour le relais mixte par équipes. Il s'agit d'une compétition annuelle (hors année olympique). 
Le calendrier des épreuves est le suivant :
- 27 janvier 2017 : Sprints
- 28 janvier 2017 : Femmes
- 28 janvier 2017 : Doubles Hommes
- 29 janvier 2017 : Hommes
- 29 janvier 2017 : Relais Mixte

## Tableau des médailles
| Rang | Nation     | Or | Argent | Bronze | Total |
| ---- | ---------- | -- | ------ | ------ | ----- |
| 1    | Allemagne  | 4  | 1      | 3      | 8     |
| 2    | Autriche   | 2  | 1      | 0      | 3     |
| 3    | États-Unis | 1  | 2      | 0      | 3     |
| 4    | Russie     | 0  | 2      | 1      | 3     |
| 5    | Suisse     | 0  | 1      | 0      | 1     |
| 6    | Italie     | 0  | 0      | 2      | 2     |
| 7    | Canada     | 0  | 0      | 1      | 1     |

## Podiums
| Épreuves                | Or                                                                     | Argent                                                                 | Bronze                                                                      |
| ----------------------- | ---------------------------------------------------------------------- | ---------------------------------------------------------------------- | --------------------------------------------------------------------------- |
| Hommes                  | Wolfgang Kindl                                                         | Roman Repilov                                                          | Dominik Fischnaller                                                         |
| Sprint Hommes           | Wolfgang Kindl                                                         | Roman Repilov                                                          | Dominik Fischnaller                                                         |
| Double-hommes           | Allemagne Toni Eggert Sascha Benecken                                  | Allemagne Tobias Wendl Tobias Arlt                                     | Allemagne Robin Geueke David Gamm                                           |
| Sprint Double-hommes    | Allemagne Tobias Wendl Tobias Arlt                                     | Autriche Peter Penz Georg Fischler                                     | Allemagne Toni Eggert Sascha Benecken                                       |
| Femmes                  | Tatjana Hüfner                                                         | Erin Hamlin                                                            | Kimberley McRae                                                             |
| Sprint Femmes           | Erin Hamlin                                                            | Martina Kocher                                                         | Tatjana Hüfner                                                              |
| Relais mixte par équipe | Allemagne Tatjana Hüfner Johannes Ludwig Toni Eggert / Sascha Benecken | États-Unis Erin Hamlin Tucker West Matthew Mortensen / Jayson Terdiman | Russie Tatiana Ivanova Roman Repilov Alexander Denisyev / Vladislav Antonov |